# Златна меланотения
Златните меланотении (Melanotaenia goldiei) са вид актиноптери от семейство Меланотении (Melanotaeniidae).
Те са незастрашен вид.